# إف. ميخائيل روجرز
إف. ميخائيل روجرز (بالإنجليزية: F. Michael Rogers)‏ هو ضابط أمريكي، ولد في 6 يوليو 1921 في سومرفيل في الولايات المتحدة، وتوفي في 23 أبريل 2014 في مركز والتر ريد الطبي العسكري الوطني ‏ في الولايات المتحدة.